# Кантен Меясу
Кантен Меясу́ (фр. Quentin Meillassoux; нар. 26 жовтня 1967, Париж, Франція) — французький філософ, один з провідних представників руху спекулятивного реалізму. Викладає в Університеті Париж 1 Пантеон-Сорбонна.

## Біографія
Кантен Меясу народився в Парижі 1967 року. З 1988 по 1991 навчався у Вищій нормальній школі. 1997 року під керівництвом Бернара Буржуа захистив дисертацію під назвою «Божественне неіснування. Есе про віртуального бога». Витяги з дисертації були перекладені англійською в книзі Ґрема Гармана «Кантен Меясу: філософія у розвитку». Під час свого навчання в Нормальній школі спільно з Аленом Бадью та Івом Дюро (Yves Duroux) взяв участь у створенні Міжнародного центру з вивчення сучасної французької філософії (CIEPFC).
Син антрополога Клода Меясу.

## Діяльність
Перша книга Меясу «Після скінченності: есе про необхідність контингентності» (2006) вважається ключовою для руху спекулятивного реалізму. Основних членів цього руху об'єднує спроба подолати як кореляціонізм, так і філософію привілейованого доступу. У «Після скінченності» Меясу визначає кореляціонізм як «ідею, згідно з якою ми завжди мали доступ тільки до кореляції між мисленням та буттям, і один термін ніколи не розглядався у відриві від іншого». Філософії привілейованого доступу — це ті філософські вчення, які наділяють людину привілеями порівняно з іншими предметами. Обидві ці ідеї є різними формами антропоцентризму. Ален Бадью в передмові до «Після скінченності» пише, що Меясу вводить у сучасну філософію нову альтернативу кантівської традиції; альтернативу, відмінну від критицизму, скептицизму та догматизму. Книга була перекладена англійською філософом Реєм Брасьє.
Друга опублікована робота Меясу − «Кількість і сирена» (2011), присвячена філософському аналізу «Кидка кісток» Малларме.

## Після скінченності: Нарис про необхідність контингентності
Була опублікована у 2006 році, із передмовою від Алена Бадью, яка зазвичай є і у французькому та в англійському виданнях. Ключова книга для руху «спекулятивного реалізму», який визначає себе через опозицію «кореляціонізму», під яким мається на увазі вся посткантианська філософія. Ален Бадью у передмові до книги писав: «Яку рану я намагаюся вилікувати, яку скалку я намагаюся витягти з тіла буття, коли я стаю тим, кого називають „філософом“?» У будь-якому разі немає жодних сумнівів, що філософ народжується одним-єдиним питанням, питанням, яке виникає на перетині думки і життя в певний момент молодості філософа; питання, на яке необхідно знайти відповідь за будь-яку ціну. Ось категорія, до якої ми повинні зарахувати книгу Кантена Меясу.
Для Меясу виходом з «кореляційної двоходівки» є сама проблема Доісторичного, вихід до якої здійснюється через «архівикопні» (archifossile), про які нам говорять міркування наук про доісторичне, що стосуються віку всесвіту, формування зірок чи утворення Землі. Кореляція не може бути вічною, тому що в іншому випадку у нас був би якийсь «Вічний Свідок». Абсолютною може бути лише сама фактичність кореляції, з якої Меясу і хоче здобути «позитивне» знання. Меясу наполягає у тому, що «кореляційне коло» саме передбачає свої умови мислення з імпліцитного припущення абсолютності контингентності, яка, на думку Меясу, може бути деабсолютизована без саморуйнування кола. Саму контингентність Меясу розуміє як «не-необхідність» або як «суперконтингентність» (в роботі «Час без становлення»), під якою має на увазі чисту «можливість-речі-бути-іншою», яку не слід плутати з простою випадковістю та минущістю, яка завжди є у межах того чи іншого детерміністичного закону. Меясу ж хоче відновити «велике Зовнішнє», Абсолют, недогматичним шляхом, під яким він розуміє тези про «достатню підставу» та «необхідну причинність». Меясу вважає, що таким провідником до Абсолюту, який він розуміє як «Гіпер-Хаос» (Абсолютна Контингентність), є математизовані властивості об'єкта і наукові судження про Доісторичне, яке завжди є у межах того чи іншого детерміністичного закону. Меясу ж хоче відновити «велике Зовнішнє», Абсолют, недогматичним шляхом, під яким він розуміє тези про «достатню підставу» та «необхідну причинність». Меясу вважає, що таким провідником до Абсолюту, який він розуміє як «Гіпер-Хаос» (Абсолютна Контингентність), є математизовані властивості об'єкта і наукові судження про Доісторичне.

### Доісторичне
Меясу починає з жесту відновлення розрізнення «первинних» та «вторинних» якостей (Гоббс). Йому цю треба для того, щоб відновити декартівську тезу про речі-в-собі, з тією лише різницею, що Меясу елімінує з первинних якостей властивості протяжності, оскільки вони для нього невіддільні від чуттєвої репрезентації. Таким чином, за первинними якостями Меясу слідом за Декартом розуміє всі математичні властивості об'єкта, їх він вважає легітимними залишити не тільки для нас, але і за річчю в собі, оскільки ті діахронні. Меясу передбачає критику сучасників, вказуючи на те, що така теза може здатися рішуче докритичною, оскільки доступ до речі в собі нам був закритий після Канта, а взагалі вже і після Берклі. Але Меясу наполягає на важливості проблеми «Доісторичного» та проблеми «архівикопного».
Таким чином, Меясу задається питанням про те, як взагалі можливий в епоху пануючого у філософії «кореляційність» дискурс про «Доісторичне» (Ancestrality), і приходить до висновку, що для такої операції з неминучістю необхідно «Велике Зовнішнє», під яким він розуміє абсолют. Доісторичною Меясу називає таку реальність, яка передувала появі людини як виду і навіть ту, яка передувала всім відомим формам життя на землі. Він робить висновок, що взагалі про кореляцію можна говорити подвійним чином: 1) те, що кореляція є сама фактичність кореляції, 2) те, що кореляція вічна — в такому випадку, тут вже є гіпостазування кореляції, тобто припущення логічної помилки у вигляді абсолютизації мислимих конструкцій.

### Метафізика, фідеїзм, спекуляція
Меясу виходить із те, що коли ми можемо уявити абсолютне, тоді ми можемо уявитиі доісторичне, про яке наука виробляє деякі судження. Меясу вважає, що нерв картезіанського аргументу ґрунтується на думці, що існуючий Бог — це суперечливе поняття, але тільки тому, що мислить існування як предикат, який приписується суб'єктові.
Меясу розглядає два типи кореляціонізму: 1) його слабку модель, під якою розуміє модель Канта, яка допускає мислимість «речі-в-собі», але всіляко забороняє застосовність до неї тих чи інших категорій. 2) сильна модель, під якою Меясу розуміє фідеїзм у філософії, який вважає, що неправомірно претендувати на пізнання «в-собі», а й одно неправомірно претендувати можливість помислити його собі.

### Принцип фактуальності
У цьому розділі автору важливо показати, що не сама кореляція абсолютна, але лише фактичність кореляції. Його завдання показати, що фактичність становить не досвід, у якому мислення наштовхується на власні сутнісні межі, але навпаки, відтепер у фактичності, за словами Меясу, ми повинні дізнатися про досвід знання про абсолютне. «Ми повинні дізнатися в фактичності не відсутність абсолютного, а викриття „в-собі“: тобто вічне властивість того, що є, а не знак вічної дефектності мислення про те, що є».

### Проблема Юма
У цьому розділі Меясу відновлює проблему про «одноманіття природи», яку свого часу поставив Юм і вирішує її однозначною відмовою від необхідності однаковості природних законів. Так як, на думку Меясу, не тільки Абсолют є Абсолютна Контингентність (не плутати з простою випадковістю і мінливістю, тому що ті відносяться до Ймовірнісного і завжди передбачаються в рамках того чи іншого детерміністичного закону), а й самі фізичні закони абсолютно контингентні, іншими словами, абсолютно не необхідні. Меясу пише: «нам потрібно спроектувати непідставу в саму річ і відкрити в зрозумілій нами фактичності справжню інтелектуальну інтуїцію абсолюту».

### Реванш Птолемея
У загальних рисах тут Меясу каже, що кантіанську революцію можна розуміти не як коперніканську, а скоріше як ще більшу птолемеізацію, через наслідки центрації та вивертання зовні як єдиної абсолютної інтенціальності свідомості.

### Книги
- After Finitude: An Essay On The Necessity Of Contingency , trans. Ray Brassier (Continuum, 2008)
- Number and Siren: Decipherment of Mallarme's Coup De Des (Urbanomic, 2012)
- Science Fiction and Extro-Science Fiction , trans. Alyosha Edlebi (Univocal, 2015)

### Статті
- Potentiality and virtuality, in Collapse , vol. II: Speculative Realism .
- Subtraction and Contraction: Deleuze, Immanence і Matter and Memory, в Collapse, vol. III: Unknown Deleuze .
- Spectral dilemma, in Collapse vol. IV: Concept Horror ,.

### Тексти французькою
- «Nouveauté et événement», in Alain Badiou. Penser le multiple , C. Ramond (éd)., Paris, L'Harmattan, 2002.
- «Deuil à venir, dieu à venir», Critique , janvier-février 2006, n°704-705.
- «Potencialité et virtualité», Failles , Printemps 2006, n°2.
- "Soustraction et contraction, à propos d'un remarque de Deleuze sur Matière et mémoire ", Philosophie , decembre 2007,n°96, pp.67-93
- "Temps et surgissement ex nihilo " , École normale supérieure, 24 avril 2006.
- «Métaphysique et fiction des mondes hors-science» , École normale supérieure, 18 mai 2006.
- «La décision et l'indécidable dans L'Être et l'événement I et II» , École normale supérieure, 24 November 2006.
- «Histoire et événement chez Alain Badiou», intervention au seminaire «Marx au XXI siècle» le 6 février 2008 (vidéo). version écrite de l'intervention sur le site «Marx au XXI siècle»
- «Stage de rentrée: Pratiques actuelles de la philosophie», École normale supérieure, 24 septembre 2008.
- «L'immanence d'outre-Monde», Revista Ethica, Cadernos Academicos , volume 16, n°2, 2009.
- «Badiou et Mallarmé : l'événement et le peut-être», in Autour d'Alain Badiou , Germina, 2011
- «Meillassoux's Virtual Future» Graham Harman (en anglais) continent. , Printemps 2011, n ° 78-91.

### Додаткова література
- Harman, Graham. Quentin Meillassoux: Philosophy in the Making . Edinburgh: Edinburgh University Press , 2011.
- Watkin, Christopher. Difficult Atheism: Post-Theological Thinking in Alain Badiou, Jean-Luc Nancy and Quentin Meillassoux. Edinburgh: Edinburgh University Press, paperback: March 2013; hardback: 2011.
- Edouard Simca, «Recension: Q. Meillassoux, Après la finitude: Essai sur la necessité de la contingence, Paris, Seuil, 2006»
- Ennis, Paul. Continental Realism . Winchester: Zero Books, 2011

## Українські переклади
- Кантен Меясу. Після cкінченності. Нарис про необхідність контингентності. Переклад з французької Андрій Ріпа. Видавництво Контур, 2024. — 196 с., ISBN 978-617-95448-1-1[6][5]